# Norddeich Mole
Norddeich Mole – stacja kolejowa w Norddeich, dzielnicy miasta Norden, w kraju związkowym Dolna Saksonia, w Niemczech. Znajduje się tu 1 peron.